# Chicago Film Critics Association Awards 2002
La cerimonia di premiazione della 15ª edizione dei Chicago Film Critics Association Awards si è tenuta nel Thorne Auditorium dell'Università Northwestern, a Chicago, Illinois, il 24 febbraio 2003, per premiare i migliori film prodotti nell'anno 2002.
Per la prima volta, ad una breve distanza di tempo dalla cerimonia ufficiale, l'8 gennaio 2003 vennero comunicate le candidature.

## Vincitori e candidati
I vincitori sono indicati in grassetto.

### Miglior film
- Lontano dal paradiso (Far from Heaven), regia di Todd Haynes
- A proposito di Schmidt (About Schmidt), regia di Alexander Payne
- Il ladro di orchidee (Adaptation.), regia di Spike Jonze
- Il Signore degli Anelli - Le due torri (The Lord of the Rings: The Two Towers), regia di Peter Jackson
- Il pianista (The Pianist), regia di Roman Polański

### Miglior attore
- Daniel Day-Lewis - Gangs of New York (Gangs of New York)
- Hugh Grant - About a Boy - Un ragazzo (About a Boy)
- Jack Nicholson - A proposito di Schmidt (About Schmidt)
- Nicolas Cage - Il ladro di orchidee (Adaptation.)
- Adrien Brody - Il pianista (The Pianist)

### Migliore attrice
- Julianne Moore - Lontano dal paradiso (Far from Heaven)
- Renée Zellweger - Chicago (Chicago)
- Salma Hayek - Frida (Frida)
- Nicole Kidman - The Hours (The Hours)
- Diane Lane - L'amore infedele - Unfaithful (Unfaithful)

### Miglior attore non protagonista
- Dennis Quaid - Lontano dal paradiso (Far from Heaven)
- Chris Cooper - Il ladro di orchidee (Adaptation.)
- Willem Dafoe - Auto Focus (Auto Focus)
- Alfred Molina - Frida (Frida)
- Paul Newman - Era mio padre (Road to Perdition)

### Migliore attrice non protagonista
- Meryl Streep - Il ladro di orchidee (Adaptation.)
- Kathy Bates - A proposito di Schmidt (About Schmidt)
- Patricia Clarkson - Lontano dal paradiso (Far from Heaven)
- Julianne Moore - The Hours (The Hours)
- Emily Mortimer - Lovely & Amazing (Lovely & Amazing)

### Miglior regista
- Todd Haynes - Lontano dal paradiso (Far from Heaven)
- Alexander Payne - A proposito di Schmidt (About Schmidt)
- Martin Scorsese - Gangs of New York (Gangs of New York)
- Peter Jackson - Il Signore degli Anelli - Le due torri (The Lord of the Rings: The Two Towers)
- Roman Polański - Il pianista (The Pianist)
- Paul Thomas Anderson - Ubriaco d'amore (Punch-Drunk Love)

### Migliore sceneggiatura
- Charlie Kaufman e Donald Kaufman - Il ladro di orchidee (Adaptation.)
- Peter Hedges, Chris Weitz e Paul Weitz - About a Boy - Un ragazzo (About a Boy)
- Alexander Payne e Jim Taylor - A proposito di Schmidt (About Schmidt)
- Todd Haynes - Lontano dal paradiso (Far from Heaven)
- Paul Thomas Anderson - Ubriaco d'amore (Punch-Drunk Love)

### Miglior fotografia
- Edward Lachman - Lontano dal paradiso (Far from Heaven)
- Michael Ballhaus - Gangs of New York (Gangs of New York)
- Andrew Lesnie - Il Signore degli Anelli - Le due torri (The Lord of the Rings: The Two Towers)
- Janusz Kaminski - Minority Report (Minority Report)
- Conrad L. Hall - Era mio padre (Road to Perdition)

### Miglior colonna sonora originale
- Elmer Bernstein - Lontano dal paradiso (Far from Heaven)
- Philip Glass - The Hours (The Hours)
- Howard Shore - Il Signore degli Anelli - Le due torri (The Lord of the Rings: The Two Towers)
- Jon Brion - Ubriaco d'amore (Punch-Drunk Love)
- Joe Hisaishi - La città incantata (Sen to Chihiro no kamikakushi)

### Miglior film documentario
- Bowling a Columbine (Bowling for Columbine), regia di Michael Moore
- ABC Africa (ABC Africa), regia di Abbas Kiarostami
- Comedian (Comedian), regia di Christian Charles
- The Kid Stays in the Picture (The Kid Stays in the Picture), regia di Nanette Burstein e Brett Morgen
- Standing in the Shadows of Motown (Standing in the Shadows of Motown), regia di Paul Justman

### Miglior film in lingua straniera
- Y tu mamá también - Anche tua madre (Y tu mamá también), regia di Alfonso Cuarón (Messico/USA)
- 8 donne e un mistero (8 femmes), regia di François Ozon (Francia)
- Atanarjuat il corridore (Atanarjuat), regia di Zacharias Kunuk (Canada)
- Parla con lei (Hable con ella), regia di Pedro Almodóvar (Spagna)
- La città incantata (Sen to Chihiro no kamikakushi), regia di Hayao Miyazaki (Giappone)

### Miglior performance rivelazione
- Maggie Gyllenhaal - Il ladro di orchidee (Adaptation.), Confessioni di una mente pericolosa (Confessions of a Dangerous Mind) e Secretary (Secretary)
- Eminem - 8 Mile (8 Mile)
- Derek Luke - Antwone Fisher (Antwone Fisher)
- Ryan Gosling - The Believer (The Believer) e Formula per un delitto (Murder by Numbers)
- Gael García Bernal - Il crimine di padre Amaro (El crimen del padre Amaro) e Y tu mamá también - Anche tua madre (Y tu mamá también)

### Miglior regista rivelazione
- Dylan Kidd - Roger Dodger (Roger Dodger)
- Zacharias Kunuk - Atanarjuat il corridore (Atanarjuat)
- Henry Bean - The Believer (The Believer)
- George Clooney - Confessioni di una mente pericolosa (Confessions of a Dangerous Mind)
- Bill Paxton - Frailty - Nessuno è al sicuro (Frailty)